# タオプーン駅
タオプーン駅 (タイ語: สถานีเตาปูน) は、タイ王国、バンコク都バーンスー区のタオプーン交差点にあるバンコク・メトロ（MRT）の駅。高架駅。ブルーライン（チャルーム・ラチャモンコン線）とパープルライン（チャローン・ラチャタム線）の2線が乗り入れており、駅番号はブルーラインがBL10、パープルラインがPP16。

## 概要
バンコク・メトロのブルーラインとパープルラインの乗換駅。ブルーラインは延伸、パープルラインは新規開業によるものだが、ブルーラインの延伸工事が遅れたため、2016年8月6日、先行してパープルラインが開業。続いて2017年8月11日にブルーラインが延伸開業し、2線が直接乗り換えできるようになった。
ブルーラインでは引き続き西側への延伸工事が行われ、2019年12月4日より先行してシリントン駅まで試験運行（運賃無料）を開始した。のちシリントン駅から先、タープラ駅までの延伸工事も完成し正式開業、運賃徴収を開始した。一方、パープルラインも当駅より先、クルナイ駅まで延伸する予定となっている。

## 歴史
- 2016年08月06日 【開業】パープルライン（クローンバーンパイ駅 - タオプーン駅） （20.9 km）
- 2017年08月11日 【開業】ブルーライン（バーンスー駅 - タオプーン駅） （1.2 km）
- 2019年12月04日 【開業】ブルーライン（シリントン駅 - タオプーン駅）

## 駅構造
高架式4層構造で、1階（地平部）はタオプーン交差点（出入口）、2階は改札口・コンコース、3階が相対式2面2線のブルーラインホーム、4階が島式1面2線のパープルラインホームとなっている。3階と4階とでホーム形状を変えており、ブルーラインとパープルラインの乗り換えが容易になるよう配慮されている。3階・4階とも可動式ホーム柵によるホームドアを設置。
3階には、4階ホームに上がる階段の下に個室の男女別公衆トイレが設置されている。

### 駅階層
| 4階 | 4番線・上り■パープルライン         | クローンバーンパイ行き（初発 - 15:00） →                                 |
| 4階 | 島式ホーム（可動式ホーム柵有り）   |                                                                          |
| 4階 | 3番線・上り■パープルライン         | クローンバーンパイ行き（15:00 - 最終） →                                 |
| 3階 | 相対式ホーム（可動式ホーム柵有り） | 相対式ホーム（可動式ホーム柵有り）                                       |
| 3階 | 2番線・下り■ブルーライン           | ← シリントン・タープラ方面                                               |
| 3階 | 1番線・上り■ブルーライン           | バーンスー・スクムウィット・フワランポーン・タープラ・ラックソーン方面 → |
| 3階 | 相対式ホーム（可動式ホーム柵有り） |                                                                          |
| 2階 | コンコース                         | 自動券売機、自動改札口                                                   |
| 1階 | 出入口                             | タオプーン交差点                                                         |

## 路線バス
- Bangkok Mass Transit Authority
  - 5 16 30 50 65 66 97 505